# Eleição presidencial da Rússia em 2000
A eleição presidencial de 2000 na Rússia aconteceu em 26 de março. Vladimir Putin, presidente interino, foi eleito oficialmente. Essa eleição simbolizou a confiança do povo russo em Vladimir Putin, que governava interinamente a Rússia após a renúncia de Boris Iéltsin.